# Юськаси (Красноармійський район)
Юська́си (рос. Юськасы, чув. Йӳçкасси) — присілок у складі Красноармійського району Чувашії, Росія. Входить до складу Красноармійського сільського поселення.
Населення — 109 осіб (2010; 113 у 2002).
Національний склад:
- чуваші — 99 %